# سرفيل أنطرسكي شائع
سرفيل أنطرسكي شائع (الاسم العلمي:Anthriscus vulgaris) هو نوع غير مؤكد من النباتات يتبع جنس السرفيل الأنطرسكي من الفصيلة الخيمية.